# 森町 (大分県)
森町（もりまち）は、大分県玖珠郡にあった町。現在の玖珠町の一部にあたる。

## 地理
玖珠盆地の北部に位置していた。
- 河川：森川[2]
- 山岳：大岩扇山、小岩扇山、角埋山[2]

## 歴史
- 1889年（明治22年）4月1日、町村制の施行により、玖珠郡森村、帆足村、日出生村、岩室村が合併して村制施行し、森村（もりむら）が発足[1][2]。旧村名を継承した森、帆足、日出生、岩室の4大字を編成[2]。
- 1893年（明治26年）12月13日、町制施行し森町となる[1][2]。
- 1914年（大正3年）森水力電気 (株) 設立、電灯点灯[2]。
- 1918年（大正7年）玖珠木材組合設立（大字森字鷹巢）。1937年（昭和12年）解散[2]。
- 1932年（昭和7年）森昌会社と万田銀行が合併し森和銀行設立[2]。
- 1937年（昭和12年）玖珠木炭改良事務所設置[2]
- 1942年（昭和17年）大分合同銀行玖珠支店開設[2]。東久大通運 (株) 設立[2]
- 1949年（昭和24）6月10日 - 森中学校に昭和天皇が行幸（昭和天皇の戦後巡幸）[3]。
- 1950年（昭和25年）児童文学者久留島武彦の童話碑を建立し、5月5日に第1回日本童話祭を開催[2]。
- 1953年（昭和28年）大分県信用組合玖珠支店開設[2]
- 1954年（昭和29年）玖珠信用組合設立[2]
- 1955年（昭和30年）3月1日、玖珠郡玖珠町、北山田村、八幡村と合併し、玖珠町が存続して廃止された[1][2]。

## 産業
- 農業、商業、工業、交通業[2]

## 交通

### 鉄道
- 1954年（昭和29年）日本国有鉄道宮原線が森 - 阿蘇郡小国町宮原まで開通[2]。

### 道路
- 1894年（明治27年）森 - 中津間の中津港道完成[2]。
- 1898年（明治31年）森 - 塚脇間の直通道路完成[2]。
- 1909年（明治42年）森 - 恵良間の直通道路完成[2]。

### 橋梁
- 1935年（昭和10年）協心橋（森町 - 玖珠町間）鉄筋化[2]

### 乗合馬車・自動車
- 1909年（明治42年）森～下毛郡山移間の乗合馬車運行[2]。
- 1937年（昭和12年）森自動車組合、森 - 東飯田～小国間運行開始[2]。
- 1939年（昭和14年）玖珠自動車組合、森 - 柿坂間運行開始[2]。
- 1945年（昭和20年）大分交通森営業所設立。熊本県阿蘇郡小国町・下毛郡柿坂・玖珠郡太田・宝泉寺・筋湯行が運行開始[2]。

## 教育
- 1911年（明治44年）郡立実業学校開校（のち大分県立玖珠農業高等学校）[2]
- 1922年（大正11年）玖珠郡立森高等女学校開校（のち大分県立森高等学校）

## 森町出身の有名人
- 帆足正音 - 海軍軍人。 最終階級は海軍予備中尉。マレー沖海戦においてイギリス艦隊を発見した偵察機の機長である。1942年3月15日戦死認定。実家は浄土真宗本願寺派の鷹巣山光林寺である。